# Lycopodiella prostrata
Lycopodiella prostrata là một loài thực vật có mạch trong Họ Thạch tùng. Loài này được (R.M. Harper) Cranfill mô tả khoa học đầu tiên năm 1981.